# Guzikówka
Guzikówka – część miasta Krosno. Znajduje się w południowej części Krosno, w okolicy ulicy Guzikówka.
Dawniej samodzielna wieś i gmina jednostkowa w powiecie krośnieńskim. W 1867 włączona do Krosna.
W miejscu dawnej wsi Guzikówka funkcjonuje obecnie Parafia św. Piotra Apostoła i św. Jana z Dukli w Krośnie-Guzikówce.